# Agave kerchovei
Agave kerchovei är en sparrisväxtart som beskrevs av Lem.. Agave kerchovei ingår i släktet Agave och familjen sparrisväxter. Inga underarter finns listade i Catalogue of Life.